# Astra Car

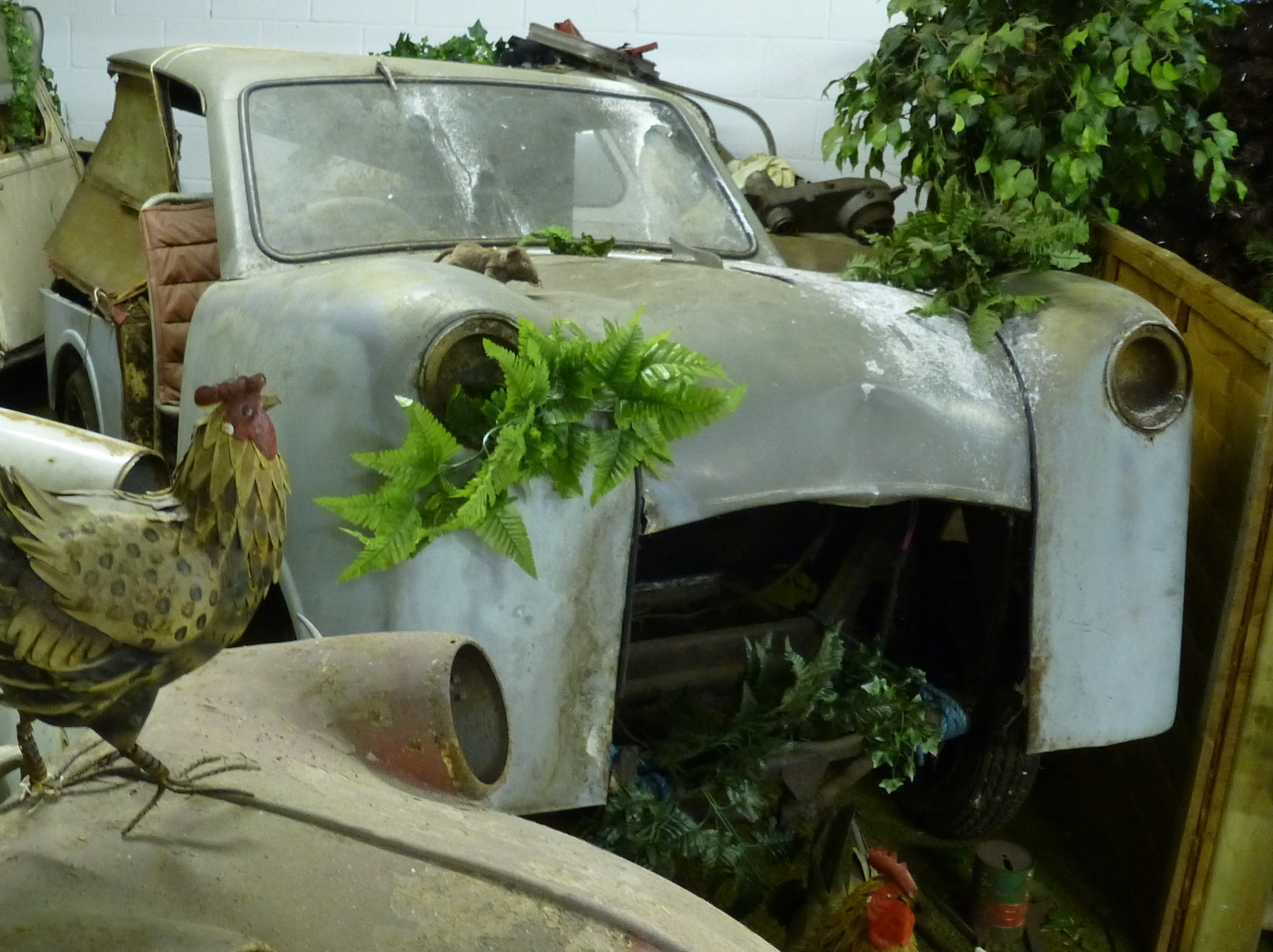
Astra als Kastenwagen in einem Kleinwagenmuseum

Die Astra Car Co. Ltd. war ein britischer Automobilhersteller in Hampton Hill (Middlesex). Zwischen 1956 und 1959 wurde dort nur ein Modell gefertigt.

## Beschreibung
Der Jarc war ein Kleinstwagen besaß einen Zweizylinder-Zweitaktmotor mit 322 cm³ Hubraum von Anzani, der 15 bhp (11 kW) Leistung bei einer Drehzahl von 4.800 min−1 entwickelte. Der dreitürige Lieferwagen mit hinten angeschlagenen Türen und verblechten Seitenfenstern hatte nur zwei Sitzplätze. Dieses „Sparmobil“ trug der Benzinverknappung durch die Suezkrise Rechnung.
Mit der Stabilisierung der politischen Verhältnisse war diese Notlösung überflüssig geworden.

## Modelle
| Modell | Bauzeitraum | Zylinder | Hubraum | Leistung       | bei Drehzahl | Radstand |
| ------ | ----------- | -------- | ------- | -------------- | ------------ | -------- |
| Jarc   | 1956–1959   | 2 Reihe  | 322 cm³ | 15 bhp (11 kW) | 4800 min−1   | 1880 mm  |